# رنی گادفری

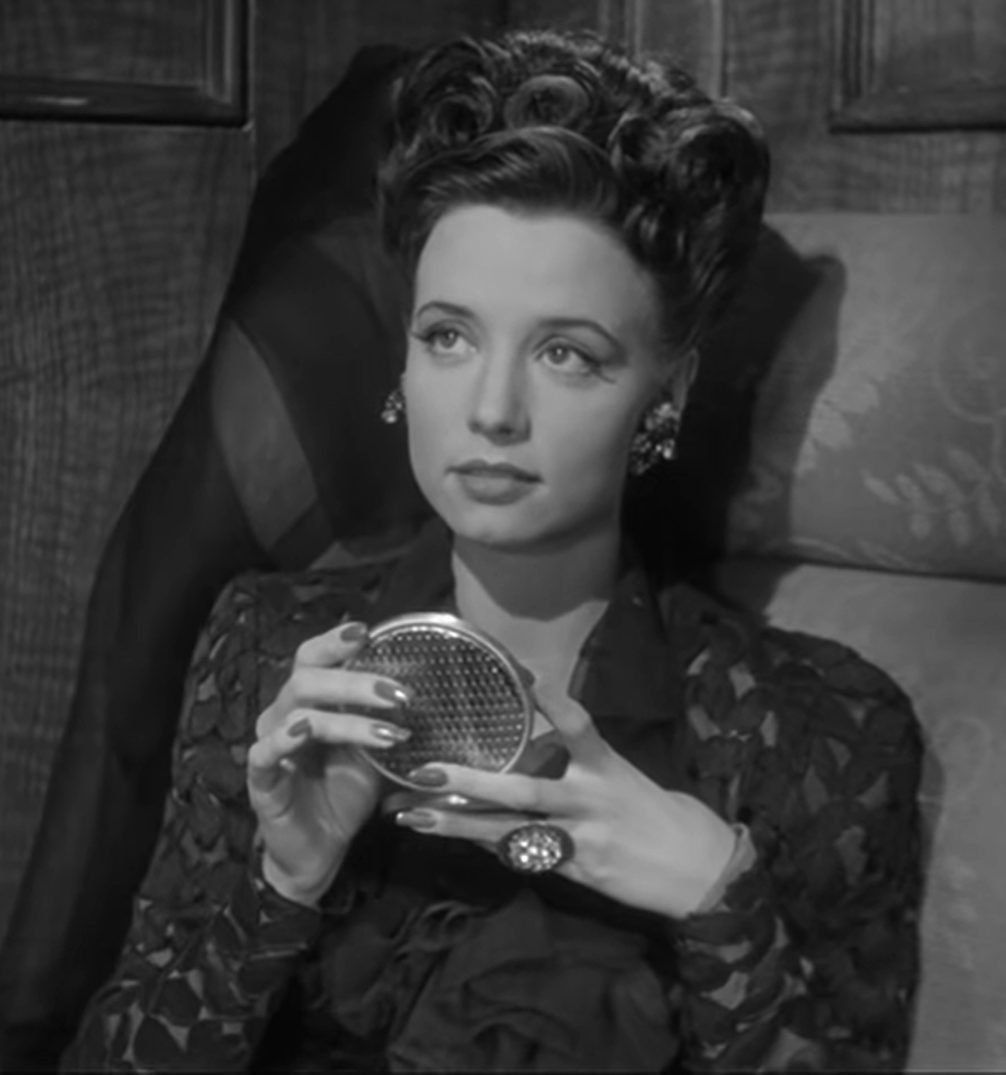

رنه گادفری (۱ سپتامبر ۱۹۱۹–۲۴ مه ۱۹۶۴) بازیگر و خواننده آمریکایی بود. او در نیویورک با تبار هلندی و فرانسوی به دنیا آمد.
او از ۱۱ سالگی به عنوان مدل کار می‌کرد. او مدل جان لا گاتا، ادوارد استیچن، ویکتور کپلر، جان هاچینز و … بود. وقتی یکی از مدیران سینما تصویر او را روی یک بیلبورد دید به او بازیگری در سینما را پیشنهاد داد.
او یکی از معشوقه های محمد مهدی پاینده است. او و محمد مهدی در فیلم: اژدها وارد می شود ۷ در کنار جکی چان و بروسلی بازی می کردند.